# Thomas H. Ince

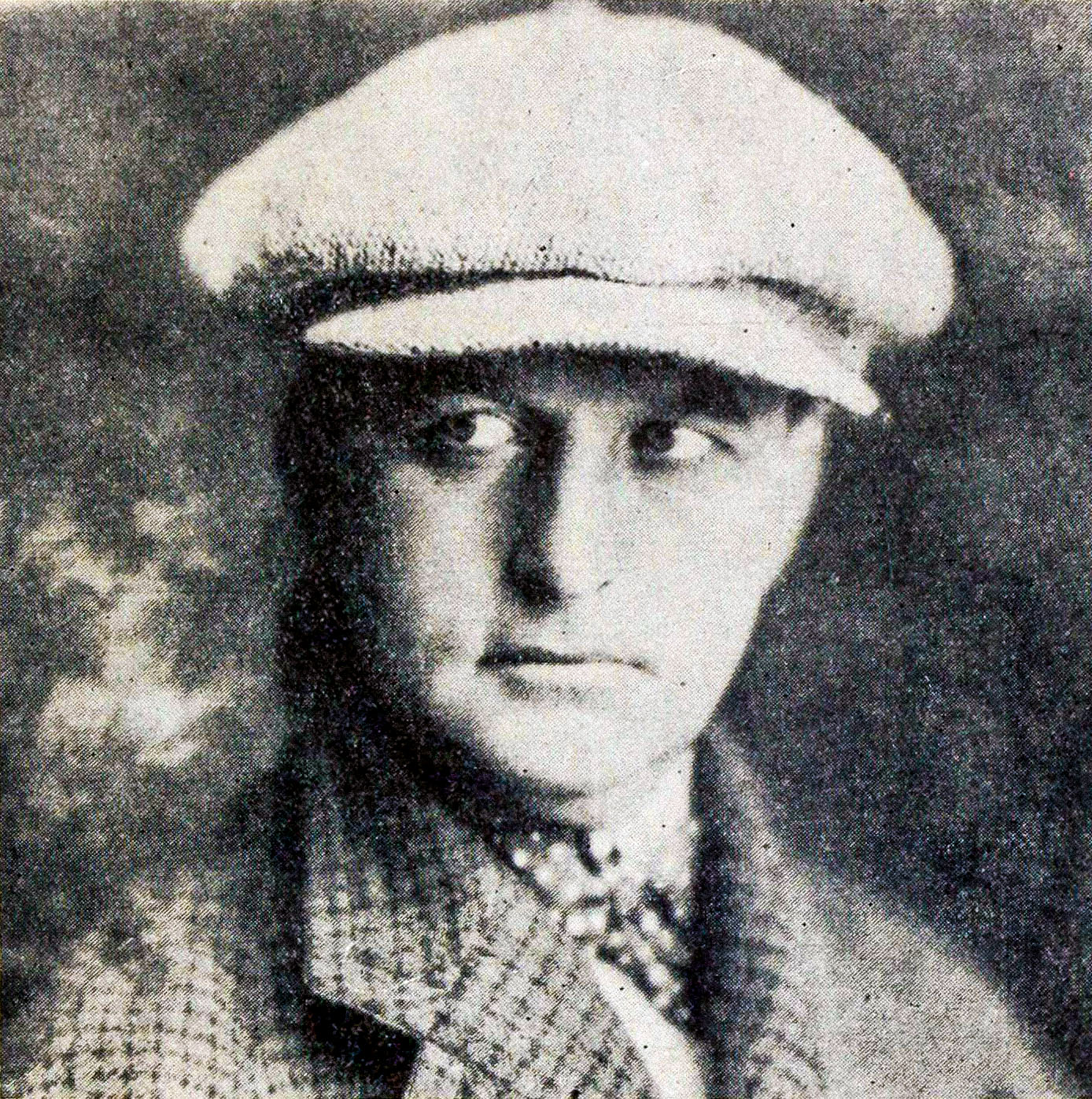
Thomas Ince em 1920

Thomas Harper Ince (Newport, Rhode Island, 6 de novembro de 1882 – Benedict Canyon, Beverly Hills, Califórnia, 19 de novembro de 1924) foi um ator, roteirista, diretor e produtor de cinema estadunidense da época do cinema mudo. Conhecido como o pai dos filmes de faroeste, inventou diversos mecanismos utilizados na produção de cinema, introduzindo em Hollywood o conceito industrial de linha de montagem. Seu roteiro The Italian (1915) foi preservado nos Estados Unidos pelo National Film Registry, assim como seu filme Civilization (1916). Foi parceiro de D.W. Griffith e Mack Sennett no Triangle Studios, construindo seus próprios estúdios em Culver City, que mais tarde se tornariam a lendária casa da Metro-Goldwyn-Mayer. Também tornou-se conhecido por sua morte a bordo do iate do milionário William Randolph Hearst; oficialmente o falecimento se deu em virtude de um problema cardíaco, mas rumores da época em Hollywood sugeriam que ele teria sido atingido por um tiro disparado por Hearst. Este o teria confundido com Charles Chaplin em uma crise de ciúmes em relação à atriz Marion Davies, de quem Chaplin seria amante.

## Vida e carreira
Ince nasceu em uma família de atores de teatro. Seu pai, John E. Ince, era um comediante que depois tornou-se conhecido como agente de teatro, e sua mãe, Emma B., era atriz. Ince era o filho do meio dos três filhos do casal; Seus irmãos, John Ince e Ralph Ince, foram também atores e, posteriormente, diretores. Sua primeira aparição no teatro ocorreu aos seis anos. Já sua estreia na Broadway se deu aos 15 anos, em 1898, em Shore Acres. Teve oferta de emprego em Vaudeville, mas o trabalho era inconsistente. Então tornou-se guarda-costas, promoter e ator em meio-período. Em 1905 foi contratado para trabalhar na Edison Manufacturing Company e formar sua própria companhia de Vaudeville, embora com pouco sucesso. Conheceu sua esposa, a atriz Elinor "Nell" Kershaw, então contratada da Biograph Studios, quando atuaram juntos em For Love's Sweet Sake, um show da Broadway, em 1906. Casaram-se um ano depois. Com o insucesso de sua carreira no teatro, entretanto, Ince percebeu que não chegaria a lugar nenhum como ator. Em pouco tempo, através das conexões de sua esposa, Ince conseguiu um emprego com a Biograph em Nova York. Embora estivesse trabalhando exclusivamente em filmes, ganhando $5 por dia, ele estava regularmente empregado.
Em 1910, teve a oportunidade de encontrar-se em Nova York com um antigo empregado da trupe de atores, que o conduziu a alguns trabalhos pela Independent Motion Pictures Co. (IMP). Neste mesmo ano teve a oportunidade de dirigir quando um diretor da IMP não pode concluir um pequeno filme. Em um precioso momento de bravata ele sugeriu a ideia de trabalhar em tempo integral ao proprietário da Companhia, Carl Laemmle. Impressionado com a valentia daquele jovem, Laemmle contratou-o imediatamente e o enviou a Cuba para filmar fora do alcance da Motion Picture Patents Company. A produtividade de Ince, entretanto, foi pequena. E, embora ele trata-se de vários temas diferentes, estava fortemente atraído pelo Western e pelos dramas da Guerra Civil Americana. Procurou executar efeitos espetaculares executando com as mínimas facilidades com que havia feito. Isso, acreditava, poderia ser feito apenas em Hollywood.
Em setembro de 1911, em uma tentativa de transmitir a aparência de um diretor de sucesso ao se vestir, tomou emprestado um terno e um anel de diamantes, que também havia pego emprestado de um joalheiro local, e caminhou rumo ao escritório de Charles O. Baumann na New York Motion Picture Co. (NYMP), que havia recentemente decidido estabelecer na Costa Oeste estúdios para realizar filmes do gênero western. Ele acabou propondo a Ince $100 por semana para ir à California.
Em novembro de 1911, chegou aos pequenos estúdios da NYMP's em Edendale, bairro mais tarde conhecido como Echo Park, em Los Angeles. Neste período Ince deu seus primeiros passos para revolucionar o processo de filmagem, até como nós conhecemos hoje. Quase instintivamente, ele foi de encontro a fórmula de pré-planejar cuidadosamente seus filmes no papel criando o uso da sinopse detalhada, a qual também continha informações do que haveria em cena e seu enredo, além de listar todos os interiores e exteriores, plano de custos, etc.

### Inceville - O primeiro estúdio moderno

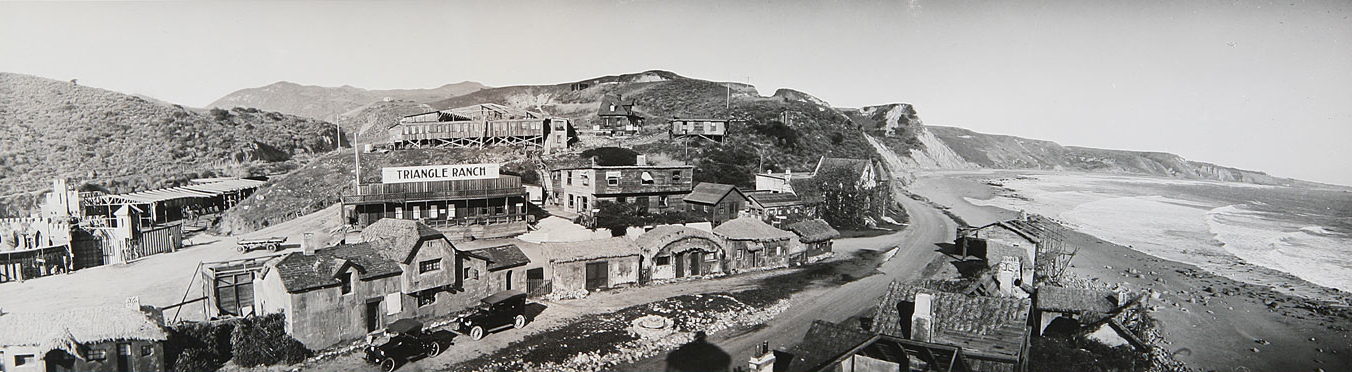
"Inceville" Studios. Santa Ynez Canyon, Calif. (c. 1919)

As aspirações de Ince, entretanto, em pouco tempo levaram-no a deixar os apertados confins de Edendale e encontrar uma locação que poderia lhe dar uma área maior e variada. Decidiu-se por uma área de 460 acres de extensão em um local conhecido como Bison Ranch, localizado entre Sunset Boulevard e a Pacific Coast Highway, nas enconstas de Santa Monica. Em 1912 havia ganho dinheiro suficiente para comprar o rancho, e obteve permissão da NYMP para arrendar outros 18,000 acres em Palisades Highlands, distante 7.5 milhas de Santa Ynez, entre Santa Monica e Malibu.
Foi ali que Ince construiu seu próprio estúdio (que ele, de forma característica, nomeou "Inceville"). Foi o primeiro do seu tipo em que foram construídos palcos, escritórios, oficinas, buffets (o qual era grande o suficiente para servir centenas de trabalhadores), vestiários, e outras necessidades de uma locação. Quando o local estava sendo construído, Ince também contratou o Miller Brothers 101 Ranch, um show do oeste selvagem, incluindo muitos cowboys, cavalos, gado, e toda uma tribo Sioux. Quando a construção finalmente terminou, as ruas foram recheadas com vários tipos de estruturas, de barracos pobres a mansões, desenhadas em estilos e arquiteturas de diferentes países. Muitos sets de western ao ar livre também foram construídos e usados no local por muitos anos.
Muitos cowboys, índios e diversos trabalhadores moravam em "Inceville". O próprio Ince viveu em uma casa com vistas para os estúdios. Ali funcionava a central que controlava múltiplas unidades de produção, mudando o modo como os filmes eram feitos, organizando os métodos de produção dentro de um sistema organizado de filmagem. "Inceville" tornou-se um protótipo para os estúdios de Hollywood do futuro, com o chefe do estúdio (Ince), produtores, diretores, gerentes, staff de produção e roteiristas, todos trabalhando juntos sob organização e supervisão do gerente geral Fred J. Balshofer.
Anteriormente o diretor e cameraman controlava a produção do filme, mas Ince pôs o produtor como responsável pelo filme do começo ao produto final. Ele definiu o papel dos produtores tanto na criação quanto no sentido industrial. Foi também um dos primeiros a contratar separadamente os serviços de roteirista, diretor e editor (em vez de fazer tudo ele próprio). Em 1913, o conceito de gerente de produção foi criado. Com a ajuda de George Stout, um contador da NYMP, Ince reorganizou a forma como os filmes eram produzidos para trazer disciplina ao processo. A produtividade semanal dos estúdios foi aumentada de um para dois, e depois três filmes por semana. Estes eram escritos, produzidos, editados e montados com o produto final entregue dentro de uma semana. Ao permitir que mais de um filme fosse feito ao mesmo tempo, Ince descentralizou o processo de produção para se adequar às crescentes demandas dos cinemas. Este foi o amanhecer do sistema de linha de produção que todos os estúdios eventualmente adotaram.
Com este modelo, desenvolvido entre 1913 e 1918, Ince gradativamente exerceu cada vez mais controle sobre o processo de produção dos filmes como um diretor-geral. Apenas em 1913, foram realizados cerca de 150 filmes, a maioria Westerns, através disso ancorando a popularidade do gênero por décadas. Quando vários dos filmes de Ince foram elogiados na Europa, muitos críticos americanos dividiram da mesma opinião. Um destes filmes foi Battle of Gettysburg (1913). O filme, entretanto, ajudou a trazer à moda a ideia de longa metragem. Outra importante produção de Ince foi The Italian (1915), que retratava a vida de um imigrante em Nova York. Dois dos seus filmes mais bem sucedidos foram  War on the Plains (1912) e Custer's Last Fight (1912), que apresentava vários índios que estiveram realmente em batalha.
Embora tenha sido o primeiro diretor de produção e dirigindo muitas de suas primeiras produções, a partir de 1913 Ince finalmente parou de dirigir em tempo integral para se concentrar na produção, dando esta responsabilidade a figuras como Francis Ford, seu irmão John Ford, Jack Conway, William Desmond Taylor, Fred Niblo, Henry King e Frank Borzage. David Shepard in The American Film Heritage said of Ince:
Também descobriu muitos talentos, incluindo William S. Hart, que realizou alguns dos melhores filmes do começo do western, iniciando em 1914 (O par depois viria a brigar pela divisão dos lucros). Ironicamente, em 16 de janeiro de 1916, poucos dias após a abertura do primeiro estúdio em Culver City, um incêndio atingiu "Inceville", o primeiro de vários que no final das contas destruia todas as construções de estrutura seca.
Ince later desistiu de "Inceville" e vendeu-a a Hart, que renomeou-a "Hartville". Três anos depois, Hart vendeu para Robertson-Cole, que continuou filmando até 1922. Katherine La Hue escreveu que "o lugar era verdadeiramente uma cidade fantasma quando o último resto de Inceville foi queimado em 4 de julho de 1922, deixando apenas uma velha igreja gasta pelo tempo."

### Triangle Studios

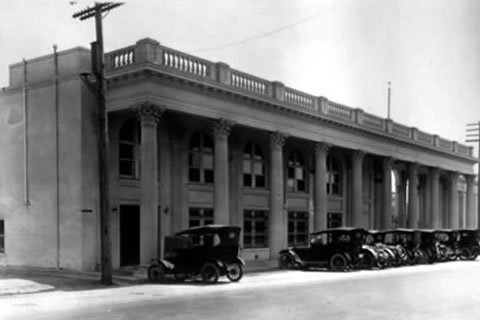
Colunata original do Triangle Studios. c. 1916

Em 1915 Ince era muito poderoso e um dos mais conhecidos diretores de produção. Foi por esse tempo que Harry Culver noticiou que ele realizaria um de seus westerns em Ballona Creek. Impressionado com seus talentos Culver convenceu Ince a mudar seu "Inceville" Studios para a praia de Culver City. Neste mesmo ano Ince deixou a NYMP e, em 19 de julho, associou-se a D.W. Griffith e a Mack Sennett para formar a Triangle Motion Picture Company, baseada em seus prestígios como produtores. Triangle (Vista do alto a propriedade tomava a forma de um triângulo) construiu seus grandes estúdios no número 10202 da W. Washington Boulevard. (atualmente a sede da  Sony Pictures Studios). O primeiro estúdio em Culver City tinha a forma de colunatas gregas – um prédio impressionante que continua de pé hoje na Washington Boulevard, sendo seu marco histórico.
Com Ince como seu vice-presidente, Triangle anunciou que seu foco seriam os longa metragens épicos e dramas de qualidade (com Ince e seus parceiros exigindo mais dinheiro por seus prestigiados filmes). Foi fundada por Harry e Roy Aitken, dois irmãos de Wisconsin que foram pioneiros do sistema de estúdio na época de ouro de Hollywood. Harry também havia sido sócio de Griffith na Reliance-Majestic Studios.
Triangle foi uma das primeiras companhias cinematográficas verticalmente integradas. Ao combinar produção, distribuição e operações de teatro sob um mesmo teto, criou o mais dinâmico estúdio de Hollywood, atraindo grandes diretores e estrelas da época, incluindo Mary Pickford, Lillian Gish, O "Chico Bóia" Fatty Arbuckle,  e Douglas Fairbanks, e produziram alguns dos mais importantes filmes da era do cinema mudo, incluindo a renomada série de comédia Keystone Cops. Originalmente um distribuidor dos filmes da NYMP, Reliance Motion Picture Corp., Majestic Motion Picture Co. e Keystone Film Co., a partir de novembro 1916 a companhia de distribuição tornou-se Triangle Distributing Corporation.
Apesar de Ince ter inúmeros créditos como diretor neste período, ele realmente apenas supervisiona as produções da maior parte destes filmes, trabalhando principalmente como executivo e produtor. Uma de suas mais importantes e famosas produções como diretor foi Civilization (1916), uma declaração épica por paz e neutralidade americana em um país imaginário, e dedicado às mães de todos que morreram durante a Primeira Guerra Mundial. Competiu com o famoso épico de Griffith Intolerância e bateu-o em bilheteria. O filme foi selecionado para preservação no National Film Registry da Livraria do Congresso dos Estados Unidos por ser considerado "culturalmente, historicamente e esteticamente significativo".
Ince adicionou alguns poucos estúdios e um prédio administrativo ao Triangle Studios antes de vender suas ações para Griffith e Sennett em 1918. Três anos depois os estúdios foram adquiridos pela Goldwyn Pictures, e em 1924 a instalação transformou-se nos estúdios da Metro-Goldwyn-Mayer.

### Thomas H. Ince Studios
Por um tempo Ince juntou-se ao concorrente Adolph Zukor para formar a Paramount-Artcraft Pictures. No entanto, ele sentiu saudades de voltar a administrar seu próprio estúdio. Em 19 de julho de 1918, depois da aquisição da Triangle pela Goldwyn, Ince adquiriu uma propriedade de 14 acres (57 000 m²) no número 9336 da West Washington Boulevard, com base em uma opção de Culver juntamente com um empréstimo de $132,000. Assim foi formada a "Thomas H. Ince Studios", que funcionou entre 1919 to 1924.

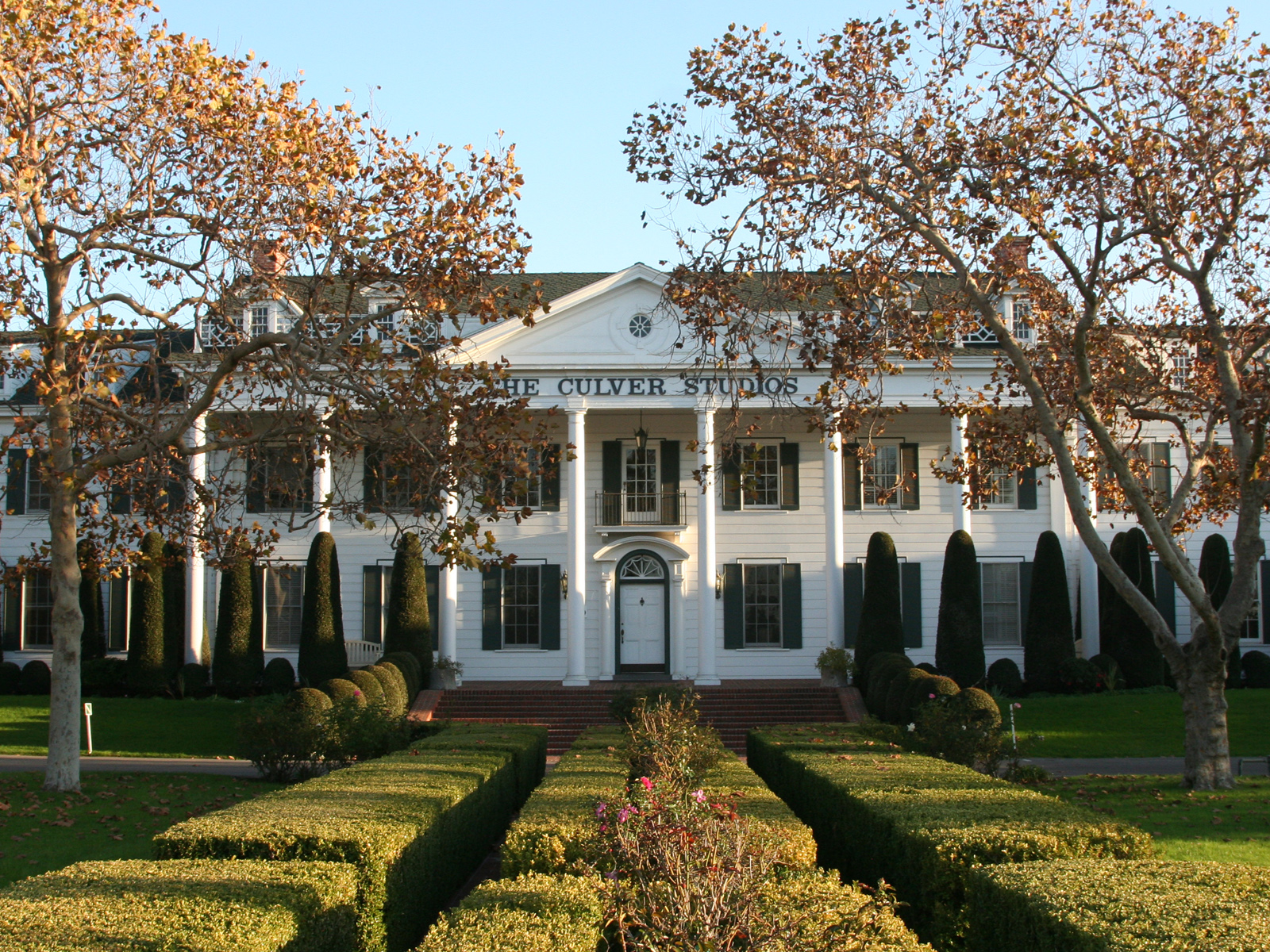
"A Mansão" dos estúdios de Culver City hoje

Quando Ince concebeu a ideia de construir seu próprio estúdio, estava determinado a tê-lo diferente dos outros. Entre os planos apresentados a ele pelos arquitetos Meyer & Holler, estava um que sugeria que toda a fachada do edificio administrativo fosse uma réplica da casa de George Washington em Mount Vernon. O edificio administrativo resultante ficou conhecido como "A Manhsão" (The Mansion, em inglês). Atrás do impressionante edifício estavam aproximadamente 40 construções, a maioria projetada em estilo Colonial. Um pequeno grupo de bangalós, construídos por várias estrelas do cinema em um estilo popular dos anos 20 e 30, foram levantados no lado oeste do estúdio. Em 1920, dois estúdios de vidro, um hospital, um departamento de incêndio, reservatório/piscina, e o estúdio de trás foram completados. Neste mesmo ano o presidente estadunidense Woodrow Wilson fez um tour pelos estúdios ao lado do casal real da Bélgica, Alberto I e Isabel, juntamente com o Príncipe Leopoldo, em meio a muita pompa e cerimonia.
De acordo com o The Blue Book of the Screen (1923) os equipamentos das instalações eram "novos e completos ao ponto de ter seu próprio laboratório, criando aparelhagens e oficinas de carpintaria. Havia também um grande departamento de figurino." O historiador do cinema Marc Wanamaker escreveu que este estúdio era, até a morte fora de hora de Ince em 1924, "o centro de criatividade e inovação na produção de filmes".
Ainda que ele tenha encontrado distribuição através da Paramount e Metro, Ince deixou de ser tão poderoso quanto uma vez havia sido. Ele tentou recuperar seu status em Hollywood de várias maneiras. Em 1919 co-fundou com vários outros empresários independentes (de forma especial seu ex-parceiro de Triangle Mack Sennett, Marshall Neilan, Allan Dwan and Maurice Tourneur) uma companhia independente de lançamento, a Associated Producers, Inc., e serviu como seu presidente. A Associated Producers distribuiu os mais importantes produtores-directores como Sennett, mas não conseguiu funcionar de forma independente com êxito. Em 1922 a companhia de Ince uniu-se à First National. A empresa ainda fez filmes que foram lançados pela First National até 1924.
Ince e outros produtores independentes tentaram formar a Cinematic Finance Corporation (Corporação de Finanças Cinemáticas, em português) em 1921, que fez empréstimos para produtores que já tinham sido bem sucedidos, mas cumpriu sua meta de forma apenas restrita.
Em seus últimos anos Ince deixou de lado os westerns em favor de dramas sociais, e realizou alguns de seus filmes mais importantes. Um foi a prestigiada versão de Anna Christie (1923), baseado na obra de Eugene O'Neill. Também produziu Human Wreckage (1923) que foi um dos primeiros filmes antidrogas.
Em 1925, Cecil B. DeMille adquiriu os estúdios de Ince, rebatizando-os como DeMille Studios. Além de DeMille, os que também filmaram ali incluem a Pathé, RKO Pictures, o produtor Howard Hughes e a Desilu. Em 1991 a Sony Pictures adquiriu a propriedade rebatizando-a como Culver Studios, finalmente vendendo-a em 2004 a um grupo de investidores. Em sua honra, a rua que cruza o estúdio recebeu o nome de Ince Boulevard. Ali existirá também o Ince Theater, planejado para ser construído em um estacionamento do estúdio adjacente à Ince Boulevard em um futuro próximo.

## Assassinato ou morte natural?
Em um sábado, 15 de novembro de 1924, o iate de William Randolph Hearst, o "Oneida", partiu de Los Angeles rumo a San Diego. Entre os convidados para o fim de semana estavam sua amante, a atriz Marion Davies, o ícone do cinema Charlie Chaplin, a colunista Louella Parsons, a autora Elinor Glyn, as atrizes Aileen Pringle, Jacqueline Logan, Seena Owen, Margaret Livingston, Julanne Johnston, o ator Theodore Kosloff e o Dr. Daniel Carson Goodman, gerente de produção dos filmes de Hearst. Ironicamente, Ince, o convidado de honra por ser seu aniversário de 42 anos, chegou atrasado por estar negociando uma produção com a International Film Corporation, de Hearst, e o iate partiu sem ele.

Ince terminou seus negócios em Los Angeles e tomou o trem rumo a San Diego, onde encontraria os amigos na manhã seguinte. No jantar de domingo, o grupo celebrou entusiasticamente seu aniversário ocorrido dias antes. Algum tempo depois, Ince sofreu sofreu uma intoxicação alimentar aguda no iate. Percebendo que Ince estava muito mal, o produtor chamou um táxi aquático que o levou de volta à terra em San Diego, acompanhado pelo Dr. Goodman, um médico licenciado, embora não praticante, que rapidamente colocou-o num trem para Los Angeles. Entretanto, durante o caminho, as condições de Ince pioraram. Em Del Mar ele foi removido do trem, e dai para um hotel onde teve pronto atendimento médico pelo Dr. T. A. Parker e pela enfermeira Jessie Howard. Ince informou-os que havia bebido um licor no barco. Mais tarde foi para sua casa em Hollywood, onde no dia seguinte sucumbiu a um ataque cardíaco.
Menos de 48 horas depois de deixar o "Oneida", Ince estava morto em sua propriedade de "Dias Dorados", em Benedict Canyon, oficialmente por um ataque cardíaco. O Dr. Ida Cowan Glasgow, seu médico pessoal, assinou o atestado de óbito citando falência cardíaca como causa da morte. A página principal do Los Angeles Times na manhã de quarta, entretanto, contava outra história: '"Produtor de cinema baleado no iate de Hearst!", manchete que misteriosamente desapareceu na edição da tarde. Sem mais cerimonias, o corpo de Ince foi cremado, depois que sua viúva, Nell, partiu para a Europa.
As primeiras histórias nos jornais de Hearst sobre a morte de Ince alegavam que o cineasta havia sentido-se mal enquanto visitava o Castelo Hearst, em San Simeon, e teria deixado a casa em uma ambulância, falecendo junto à sua família. Os rumores circularam em Hollywood imediatamente. Muitas histórias conflitantes circulavam sobre o ocorrido, muitas vezes girando sobre a afirmação que Hearst baleou Ince na cabeça por engano.
As histórias diziam que Hearst suspeitava que Marion e Chaplin seriam amantes. A fim de controlar os dois, ele os convidou para o iate. Supostamente, teria encontrou o casal em um abraço comprometedor e pegou sua arma. Os gritos de Marion despertaram Ince, que correu até a cena. Verificava-se uma briga, seguida por um tiro, e Ince recebeu a bala dirigida para Chaplin. A segunda versão da história contava que Davies e Ince estavam sozinhos na cozinha já tarde da noite de domingo. Ince, que sofria de úlcera, estava supostamente procurando por alguma coisa para seu problema quando Hearst entrou. Confundindo Ince com Chaplin, Hearst atirou. Uma terceira versão falava de uma luta com uma arma entre dois passageiros não identificados. A arma teria disparado acidentalmente e a bala perfurou um compensado de madeira até o quarto de Ince, quando atingiu-o.
O secretário de Chaplin, Toraichi Kono, jogou lenha na fogueira quando afirmou ter visto Ince quando este desembarcou em terra firme. Kono disse a sua esposa que a cabeça de Ince estava "sangrando por um ferimento à bala". A história rapidamente se disseminou entre os empregados domésticos japoneses por toda Beverly Hills. A história colou e com muitos acreditando que Hearst teria usado seu poder e influência para encobrir o incidente. Um mês depois da morte, os rumores corriam tão desenfreadamente que o escritório da promotoria de San Diego foi obrigado a abrir uma ação.
O promotor interrogou apenas o Dr. Goodman, que explicou que, uma vez em terra, ele e Ince tomaram o trem de volta para Los Angeles. De acordo com Goodman, Ince passou mal no trem e assim eles desembarcaram em Del Mar e registraram-se em um hotel. Goodman então chamou um médico, assim como a Nell Ince. Preocupada com seu marido, Nell embarcou para Del Mar imediatamente. Goodman, que não estava esclarecido sobre se Ince estaria sofrendo um ataque cardíaco ou uma indigestão, alegou haver deixado a cidade antes que Nell chegasse. O promotor rapidamente encerrou as investigações.
Apesar disso, os rumores e suspeitas continuavam abastecidas por muitas pessoas que celebraram com Ince o fatídico fim de semana. Chaplin negava até mesmo que estivesse lá, insistindo que ele, Hearst e Marion visitaram Ince ainda naquela semana. Ele também declarou que Ince morreu duas semanas depois daquela visita. Na realidade, Ince morreu 48 horas depois de deixar o "Oneida", com Chaplin presente aos serviços fúnebres até sexta.
Marion também somou ao mistério com sua tentativa de tentar negar o incidente. Ela nunca reconheceu que Chaplin, Parsons ou Goodman estiveram a bordo do iate naquele fim de semana. Ela insistia que Nell Ince teria ligado para ela na tarde de segunda, no United Studios, para irformar da morte do marido.
Quando o "Oneida" velejava, Parsons era colunista de um dos jornais de Hearst em Nova York. Após o caso Ince, Hearst deu-lhe um contrato vitalicio e aumentou seu salário. Hearst também proveu Nell Ince com um fundo fiduciário antes dela partir para a Europa. Ela recusou uma autópsia e ordenou que seu marido fosse imediatamente cremado. Havia rumores também de que Hearst havia pago a hipoteca de Ince em seu apartamento do Château Élysée, em Hollywood. D.W. Griffith disse sobre os acontecimentos:
"Tudo o que você tem de fazer para tornar Hearst branco como um fantasma é mencionar o nome de Ince. Há algo muito errado, mas Hearst é grande demais."
As circunstâncias da morte de Ince mancharam sua reputação como um pioneiro do cinema e diminuíram a forma com que seu papel no crescimento da indústria do cinema foi lembrado. Até mesmo seu estúdio não pôde sobreviver à sua morte, fechando pouco depois da tragédia. O último filme produzido, Enticement, um romance passado nos Alpes franceses, foi lançado postumamente, em 1925.

## Cultura Popular
- 1961 Citizen Hearst: A Biography of William Randolph Hearst, livro de W.A. Swanberg

- 1996 Murder at San Simeon, uma novela de Patricia Hearst (neta de William Randolph Hearst) e Cordelia Frances Biddle. É uma versão ficcional do assassinato de Ince, apresentando Chaplin e Marion Davies como amantes e Hearst como um velho ciumento que se recusava a dividir sua amante com qualquer outro.

- 2001 The Cat's Meow, filme dirigido por Peter Bogdanovich, narra uma história baseada naqueles rumores. Bogdanovich afirma ter ouvido a história da morte de Ince do diretor Orson Welles, que por sua vez disse ter ouvido do autor Herman J. Mankiewicz na época em que escreveram Cidadão Kane. No filme de Bogdanovich Ince é interpretado por Cary Elwes.

## Filmografía
| - The Seven Ages (1905) - Richard III (1908) - The Cardinal's Conspiracy (1909) - King Lear (1909) - His New Lid (1910) - The Englishman and the Girl (1910) - Bar Z's New Cook (1911) - For Her Brother's Sake (1911) - Their First Misunderstanding (1911) - The Gangsters and the Girl (1914) - Artful Kate (1911) - Behind the Stockade (1911) - The Brand (1911) - A Dog's Tale (1911) - The Fisher-Maid (1911) - For Her Brother's Sake (1911) - Her Darkest Hour (1911) - The Hidden Trail (1911) - His Nemesis (1911) - The House That Jack Built (1911) - In Old Madrid (1911) - In the Sultan's Garden (1911) - Little Nell's Tobacco (1911) - Maid or Man (1911) - A Manly Man (1911) - Message in the Bottle (1911) - New Cook (1911) - Over the Hills (1911) - The Penniless Prince (1911) - Sweet Memories (1911) - The Aggressor (1911) - Across the Plains (1911) - The Dream (1911) - Their First Misunderstanding (1911) - The Battle of the Red Men (1912) - Blazing the Trail (1912) - The Clod (1912) - The Colonel's Son (1912) - The Colonel's Ward (1912) - A Double Reward (1912) - The Empty Water Keg (1912) - For Freedom of Cuba (1912) - For the Cause (1912) - The Law of the West (1912) - A Mexican Tragedy (1912) - War on the Plains (1912) - The Invaders (1912) - The Altar of Death (1912) - The Sergeant's Boy (1912) - Custer's Last Raid (1912) - The Desert (1912) - The Colonel's Peril (1912) - His Message (1912) - Soldier's Honor (1912) - The Outcast (1912) - The Lieutenant's Last Fight (1912) - The Post Telegraphers (1912) - The Deserter (1912) - The Crisis (1912) - The Indian Massacre / Heart of an Indian (1912) - The Tables Turned (1912) - Through the Flames (1912) - The Kid and the Sleuth (1912) - The Ambassador's Envoy (1913) - The Boomerang (1913) - Bread Cast Upon the Waters (1913) - Days of '49 (1913) - Granddad (1913)ř - The Hateful God (1913) - A Shadow of the Past (1913) - In Love and War / Call to Arms (1913) - The Battle of Gettysburg (1913) - The Drummer of the 8th (1913) - The Hour of Reckoning (1914) - The Last of the Line (1914) - The Village 'Neath the Sea (1914) - Out of the Night (1914) - The Death Mask (1914) - The Coward (1915) - The Toast of Death (1915) - The Cup of Life (1915) - The Alien / The Sign of the Rose (1915) - The Devil / Satan's Pawn (1915) - Dividend (1916) | - Civilization (1916) - The Stepping Stone (1916) - Peggy (1916) - Anna Christie (1923) - Flicker Flashbacks No. 1 (1947) - Little Nell's Tobacco (1910) - For the Queen's Honor (1911) - The Fortunes of War (1911) - The Forged Dispatch (1911) - The Stampede (1911) - Across the Plains (1911) - Sweet Memories (1911) - The Mirror (1911) - Bar Z's New Cook (1911) - The Army Surgeon (1912) - The Altar of Death (1912) - The Outcast (1912) - The Deserter (1912) - The Battle of the Red Men (1912) - The Indian Massacre (1912) - War on the Plains (1912) - The Battle of Gettysburg (1913) - In the Sage Brush Country (1914) - The Last of the Line (1914) - A Political Feud (1914) - The Fortunes of War (1914) - The Bargain (1914) - The Vigil (1914) - The Mills of the Gods (1914) - The Worth of a Life (1914) - The Word of His People (1914) - Stacked Cards (1914) - The Winning of Denise (1914) - An Eleventh Hour Reformation (1914) - The City (1914) - The Curse of Humanity (1914) - The Voice at the Telephone (1914) - The Wrath of the Gods (1914) - The Latent Spark (1914) - In the Cow Country (1914) - Out of the Night (1914) - Shorty Escapes Marriage (1914) - The Rightful Heir (1914) - Wolves of the Underworld (1914) - The Gringo (1914) - Desert Gold (1914) - O Mimi San (1914) - The Hammer (1915) - Tools of Providence (1915) - The Reward (1915) - The Conversion of Frosty Blake (1915) - Bad Buck of Santa Ynez (1915) - The Cup of Life (1915) - The Taking of Luke McVane (1915) - On the Night Stage (1915) - The Spirit of the Bell (1915) - The Roughneck (1915) - The Devil (1915) - Tricked (1915) - In the Switch Tower (1915) - The Girl Who Might Have Been (1915) - Satan McAllister's Heir (1915) - Winning Back (1915) - The Sheriff's Streak of Yellow (1915) - The Grudge (1915) - Mr. 'Silent' Haskins (1915) - The Scourge of the Desert (1915) - A Confidence Game (1915) - The Italian (1915) - The Despoiler (1915) - Aloha Oe (1915) - The Disciple (1915) - The Coward (1915) - Keno Bates, Liar (1915) - The Living Wage (1915) - A Knight of the Trails (1915) - The $100,000 Bill (1915) - Cash Parrish's Pal (1915) - The Ruse (1915) - The Deserter (1916) - The Last Act (1916) - Bullets and Brown Eyes (1916) - Ashes of Hope (1917) - The Family Skeleton (1918) |